# Šlager
Šlager je zabavnoglazbeni izraz nastao u prvoj polovini 20. stoljeća, zaslužan za veliku popularizaciju zabavne glazbe diljem europskog kontinenta. Riječ je o popularnoj i kod publike veoma omiljenoj vokalnoj kompoziciji relativno jednostavne instrumentalne pratnje. U početku su to bile lake i pitke arije i pjesme iz opereta, izvođene uglavnom van glazbene scene, na revijama i u kabareima. S vremenom se javljaju i izvorne skladbe, pisane i sprva još u duhu originalnih operetnih melodija. Izraz šlager potječe od njemačke riječi "Schlager", što u prijevodu znači "udar" (slično engleskoj riječi "hit"). Ovdje se radi o pjesmi čija je melodija brzo, "na prepad", svojom laganom melodijskom linijom znala osvojiti ljubitelje zabavne glazbe i ostvariti veliki komercijalni uspjeh.
Šlageri doživljavaju svoj vrhunac u Jugoslaviji, slično kao i u Njemačkoj, sredinom i krajem 1970-ih godina, i to kroz veliku popularizaciju domaće diskografije, otkriće televizije (u boji), razvoj domaćih zabavno-glazbenih smotri kao što su festivali u Zagrebu, Splitu, Sarajevu i Beogradu, kao i kroz opće profiliranje popularne kulture kod nas. Velike zvijezde i naši najpopularniji pjevači tog vremena bili su: Ivo Robić, Vice Vukov, Gabi Novak, Ivica Šerfezi, Stjepan Jimmy Stanić, Ljupka Dimitrovska, Mišo Kovač, Tomislav Ivčić, Bisera Veletanlić, Ana Štefok, Krunoslav Slabinac, Zlatko Pejaković, Darko Domijan, Miki Jevremović, Mahir Paloš, Duško Lokin, Džo Maračić Maki, Dalibor Brun, Boba Stefanović, Goran Gerin, Alma Ekmečić, te grupe Pro arte, Novi fosili, Grupa 777, Delfini, te Indexi (na vrhuncu karijere i svojih festivalskih nastupa), koji se upuštaju u veliku i iznimno uspješnu avanturu zvanu domaći šlager, imajući istovremeno i veliku potporu domaće diskografije, predvođene prvenstveno zagrebačkim "Jugotonom". Naši su najpopularniji skladatelji šlagera svojevremno bili okupljeni upravo oko "Jugotona", a prvu ligu autora su činili: Nikica Kalogjera, Arsen Dedić i Đorđe Novković. Pandan mahom urbanom šlageru činili su dalmatinska šansona zasnovana na mediteranskoj melodiji (Oliver Dragojević, Vinko Coce, Tereza Kesovija, Ibrica Jusić, Meri Cetinić), kao i urbana, gradska šansona (Arsen Dedić, Gabi Novak, Kemal Monteno, Drago Diklić, Jadranka Stojaković, Lola Novaković, Radojka Šverko, Ditka Haberl). 
Neki od popularnijih šlagera iz tog razdoblja su: "On me voli na svoj način", "Pamtim samo sretne dane", "Ostaje nam muzika","Ove noći jedna žena mirno spava", "Ćao", "Pismo ćali", "Tvoja barka mala", "Čibu čiba", "Doviđenja", "Halo srce", "Violeta", "Probudi se, dragane", "Janje moje crnog oka", "Prevari me, srce moje", "Vjetri šume, riječi nose", "Ko to kuca na vratima", "Hiljadu mandolina", "Stani malo, zlato moje" i brojni drugi.